# Sargis Sargsian
Sargis Sargsian (Yerevan, 3 de Junho de 1973) é um ex-tenista profissional armênio.
Maior nome do tênis de seu país, Sargsian foi N. 38 em simples e N. 33 da ATP, alem de um título de simples, e dois em duplas, representante também da Equipe Armenia de Copa Davis, alem de participação em duas Olimpíadas, Atlanta 1996 e Sydney 2000.

## ATP Finais

### Singles: 3 (1 título 2 vices)
| Legenda (Simples)      |
| Grand Slam (0)         |
| Tennis Masters Cup (0) |
| ATP Masters Series (0) |
| ATP Tour (1)           |

| Posição | N. | Data            | Torneio       | Piso        | Oponente        | Placar             |
| ------- | -- | --------------- | ------------- | ----------- | --------------- | ------------------ |
| Campeão | 1. | 7 Julho 1997    | Newport       | Grama       | Brett Steven    | 7–6(7-0), 4–6, 7–5 |
| Vice    | 1. | 5 Outubro 2003  | Moscou        | Indoor/Hard | Taylor Dent     | 6-7(5-7), 4–6      |
| Vice    | 2. | 26 Outubro 2003 | St Petersburg | Indoor/Hard | Gustavo Kuerten | 3–6, 4–6           |

### Duplas: 5 (2 títulos – 3 vices)
| Posição | N. | Data             | Torneio             | Piso   | Parceiro           | Oponentes                         | Placar             |
| ------- | -- | ---------------- | ------------------- | ------ | ------------------ | --------------------------------- | ------------------ |
| Vice    | 1. | 11 Julho 1999    | Newport, EUA        | Grama  | Chris Woodruff     | Wayne Arthurs / Leander Paes      | 7–6, 6–7, 3–6      |
| Vice    | 2. | 20 Agosto 2000   | Washington, EUA     | Duro   | Andre Agassi       | Alex O'Brien / Jared Palmer       | 5–7, 1–6           |
| Vice    | 3. | 25 Maio 2003     | St. Pölten, Áustria | Saibro | Nenad Zimonjic     | Simon Aspelin / Massimo Bertolini | 4–6, 7–6(8–6), 3–6 |
| Campeão | 1. | Julho 28, 2003   | Washington, EUA     | Duro   | Yevgeny Kafelnikov | Chris Haggard / Paul Hanley       | 7–5, 4–6, 6–2      |
| Campeão | 2. | Setembro 8, 2003 | Bucareste, Romênia  | Saibro | Karsten Braasch    | Simon Aspelin / Jeff Coetzee      | 7–6(9-7), 6–2      |

## Performance Grand Slams

### Simples
| Torneio           | 1995 | 1997 | 1998 | 1999 | 2000 | 2001 | 2002 | 2003 | 2004 | 2005   | SR    | V–D  |
| ----------------- | ---- | ---- | ---- | ---- | ---- | ---- | ---- | ---- | ---- | ------ | ----- | ---- |
| Grand Slam        |      |      |      |      |      |      |      |      |      |        |       |      |
| Australian Open   | A    | 2R   | 1R   | 2R   | 1R   | 2R   | 1R   | 4R   | 2R   | 2R     | 0 / 9 | 8–9  |
| Roland Garros     | A    | 1R   | 3R   | 3R   | 3R   | 2R   | 1R   | 2R   | 1R   | 1R     | 0 / 9 | 8–9  |
| Wimbledon         | A    | 2R   | 2R   | 1R   | 1R   | 3R   | 2R   | 3R   | 2R   | 1R     | 0 / 9 | 8–9  |
| US Open           | 3R   | 3R   | 1R   | 1R   | 1R   | A    | 3R   | 2R   | 4R   | A      | 0 / 8 | 10–8 |
| Vitórias–Derrotas | 2–1  | 4–4  | 3–4  | 2–4  | 4–3  | 3–4  | 7–4  | 5–4  | 1–3  | 0 / 36 | 31–35 |      |